# Pubblica sicurezza
Pubblica sicurezza è una locuzione indicante, in riferimento alle attività di governo statale, a livello centrale e locale, il complesso di apparati, autorità e strutture preposte alla tutela dell'ordine pubblico e all'incolumità delle persone.

## L'importanza concettuale
Tali soggetti sono preposti al fine di garantire un minimo grado di sicurezza per i cittadini di uno Stato, per fronteggiare emergenze e gravi necessità collettive, nell'obiettivo dell'incolumità pubblica, e per garantire l'ordine pubblico.
Il grado di sicurezza percepito dalla popolazione fornisce un notevole contributo alla stabilità economica e all'attrattività di un paese, alla produttività dei cittadini e in conclusione al successo economico di una nazione.
A partire dalla fine del XX secolo l'internazionalizzazione del crimine organizzato e del terrorismo rappresentano nuove sfide; per questo motivo il coordinamento della attività di pubblica sicurezza è diventato un tema rilevante nel mondo politico a livello nazionale e internazionale.

## Caratteristiche dell'attività
La pubblica sicurezza riguarda perciò tanto le attività di polizia, volte ad assicurare la "sicurezza" attraverso il rispetto delle norme di legge, quanto quelle comunque finalizzate a "prevenire" che la comunità possa patire danni da eventi fortuiti e accidentali, infortuni e disastri naturali, climatici, o di qualunque altro genere, o comunque a prevenirne l'aggravio del danno attraverso l'organizzazione di forme di prevenzione e di soccorso.
La definizione che riunisce nella pubblica sicurezza le funzioni di polizia e quelle di protezione civile, appare adatta a tempi di pace, ma da taluni si eccepisce che in presenza di contingenze legate alla difesa militare, anche queste funzioni propriamente vi appartengano.
In sintesi la locuzione può avere un significato letterario inteso in senso lato o un significato giuridico istituzionale in senso stretto con riferimento al personale che espleta funzioni di polizia.

## Nel mondo

### Italia
Secondo l'art. 1 del TULPS e del regolamento di esecuzione, sono autorità provinciali di pubblica sicurezza il prefetto e il questore, quelle dell'autorità locale il capo dell'ufficio di pubblica sicurezza del luogo o, in mancanza, il sindaco in qualità di ufficiale del governo limitatamente a quanto demandatogli dall'art. 54 del Testo unico delle leggi sull'ordinamento degli enti locali.
Il costante espresso riferimento normativo, che si traduce in una frequente citazione della locuzione a fini amministrativi e burocratici, ha inoltre segnalato il pesante sbilanciamento ordinamentale verso una preminenza delle funzioni di polizia nelle attività di preservazione dell'incolumità pubblica.
In particolare, gli interventi legislativi straordinari atti a potenziare le attività di pubblica sicurezza in materia di contrasto al terrorismo internazionale hanno posto l'accento sullo sviluppo delle capacità di indagine e prevenzione e sull'aumento e la diversificazione delle forze in campo, ma sono riuscite solo marginalmente nel compito di migliorare il coordinamento degli organi di pubblica sicurezza nazionali.
È invece migliorato il coordinamento internazionale, sia in ambito comunitario con il cosiddetto "mandato d'arresto europeo" e la partecipazione ad Eurojust, sia in ambito internazionale con la ratifica della convenzione e dei protocolli ONU contro il crimine organizzato transnazionale e gli attentati terroristici mediante utilizzo di esplosivo. Stanti le dette facoltà discrezionali, molte delle quali tuttora in vigore, le attribuzioni di P.S. costituiscono elemento di necessariamente elevata attenzione giuridica per l'individuazione, anche a posteriori, della corretta legittimazione dei funzionari statali.
Se il TULPS, al Capo I, stabilisce il punto di partenza della catena gerarchica di tali attribuzioni, nella pratica occorre notare che la differenziazione delle attribuzioni di P.S. da quelle di polizia giudiziaria, costituisce uno dei punti più importanti nella definizione delle competenze di particolari dipendenti dello Stato, a partire dagli appartenenti alle forze di polizia italiane, qualificati come "agenti di pubblica sicurezza".
Il Decreto Sicurezza del 2009 stabilisce che "i sindaci, previa intesa con il prefetto,  possono avvalersi della collaborazione di associazioni tra cittadini non armati al fine di segnalare al fine alle Forze di polizia dello Stato o locali eventi che possano arrecare danno alla sicurezza urbana."